# Kirche Zum Guten Hirten (Berlin-Friedenau)
Die evangelische Kirche Zum Guten Hirten im Berliner Ortsteil Friedenau wurde als Langhauskirche mit schmalen, gangartigen Seitenschiffen und schlankem, 70 Meter hohen Turm im neogotischen Stil nach einem Entwurf von Karl Doflein errichtet. Der mit dunkelroten Ziegeln verblendete, schiefergedeckte Mauerwerksbau entstand in städtebaulich exponierter Lage am Friedrich-Wilhelm-Platz. Am Geburtstag der Kaiserin Auguste Viktoria wurde der Grundstein in ihrer Gegenwart gelegt, auch bei der Einweihung war sie anwesend. Im Zweiten Weltkrieg erlitt die Kirche bei alliierten Luftangriffen Schäden, unter anderem an den Fenstern, das Dach wurde zum großen Teil zerstört, durch Witterungsschäden wurden daraufhin alle Wandmalereien zerstört. Nach dem Krieg wurde das Innere schlicht wiederhergestellt, bei späteren Renovierungen aber dem Original wieder angenähert. Die Kirche steht unter Denkmalschutz.

## Geschichte
Nach der Beendigung des Deutsch-Französischen Kriegs im Jahr 1871 griff die Bautätigkeit auf den Umkreis Berlins über. Der am 9. Juli 1871 ins Leben gerufene Landerwerb- und Bauverein auf Actien erwarb von Johann Anton Wilhelm von Carstenn zwischen 1871 und 1875 insgesamt 550 Morgen Land von seinem Rittergut Deutsch-Wilmersdorf und gründete den Villenvorort Friedenau. Ihren Namen erhielt die Siedlung nach dem Friedensvertrag von Frankfurt 1871: „Frieden-Au“. Nach Genehmigung des Bebauungsplans durch den Landkreis Teltow wurde Friedenau am 9. November 1874 zur selbstständigen Landgemeinde erhoben. Die Einwohnerzahl erhöhte sich in den folgenden Jahrzehnten rasch. 1890 hatte Friedenau 4211 Einwohner. Kirchlich gehörten die Friedenauer zur Dorfkirche Wilmersdorf, der Vorgängerin der heutigen Auenkirche. Da sich sowohl Wilmersdorf als auch Friedenau ausdehnten und den Friedenauern der Weg zur Wilmersdorfer Dorfkirche zu weit war, feierten sie in einer Gastwirtschaft in der Rheinstraße eigene Andachten und Gottesdienste. Als die Saalmiete zu teuer wurde, fand die Gemeinde Aufnahme in einem Schulgebäude in der Albestraße. 1885 erhielten die Friedenauer einen eigenen Geistlichen. Der Gedanke, in Friedenau eine Kirche zu bauen, entstand schon zu Beginn der 1870er Jahre. Bereits 1883 hatte die Landgemeinde Friedenau ein Grundstück für den Kirchenbau zur Verfügung gestellt, aber erst 1891 wurde mit dem Bau der Kirche für die am 1. Oktober 1889 selbstständig gewordene Kirchengemeinde Friedenau begonnen.
Die Kaiserin war auf den Architekten Doflein durch dessen nicht ausgeführten Wettbewerbsentwurf für die Gnadenkirche im Invalidenpark aufmerksam geworden. Sein Entwurf im Wettbewerb für die Dankeskirche (1944 schwer beschädigt und 1949 abgetragen) im Wedding hatte Zustimmung bei der Kaiserin gefunden, er sollte nach ihrem Willen auch hier, in städtebaulich wirkungsvollerer Lage auf dem Friedrich-Wilhelm-Platz verwendet werden. Auf Wunsch der Kirchengemeinde übernahm die Kaiserin (im Berliner Volksmund „Kirchenjuste“ genannt) die Schirmherrschaft für die Kirche. Die Baukosten betrugen 274.000 Mark (kaufkraftbereinigt in heutiger Währung: rund 2,3 Millionen Euro), die von der Muttergemeinde Deutsch-Wilmersdorf, von der Kaiserin, vom Kirchbauverein und von der Landgemeinde aufgebracht wurden, die zudem den Bauplatz kostenlos überließ.

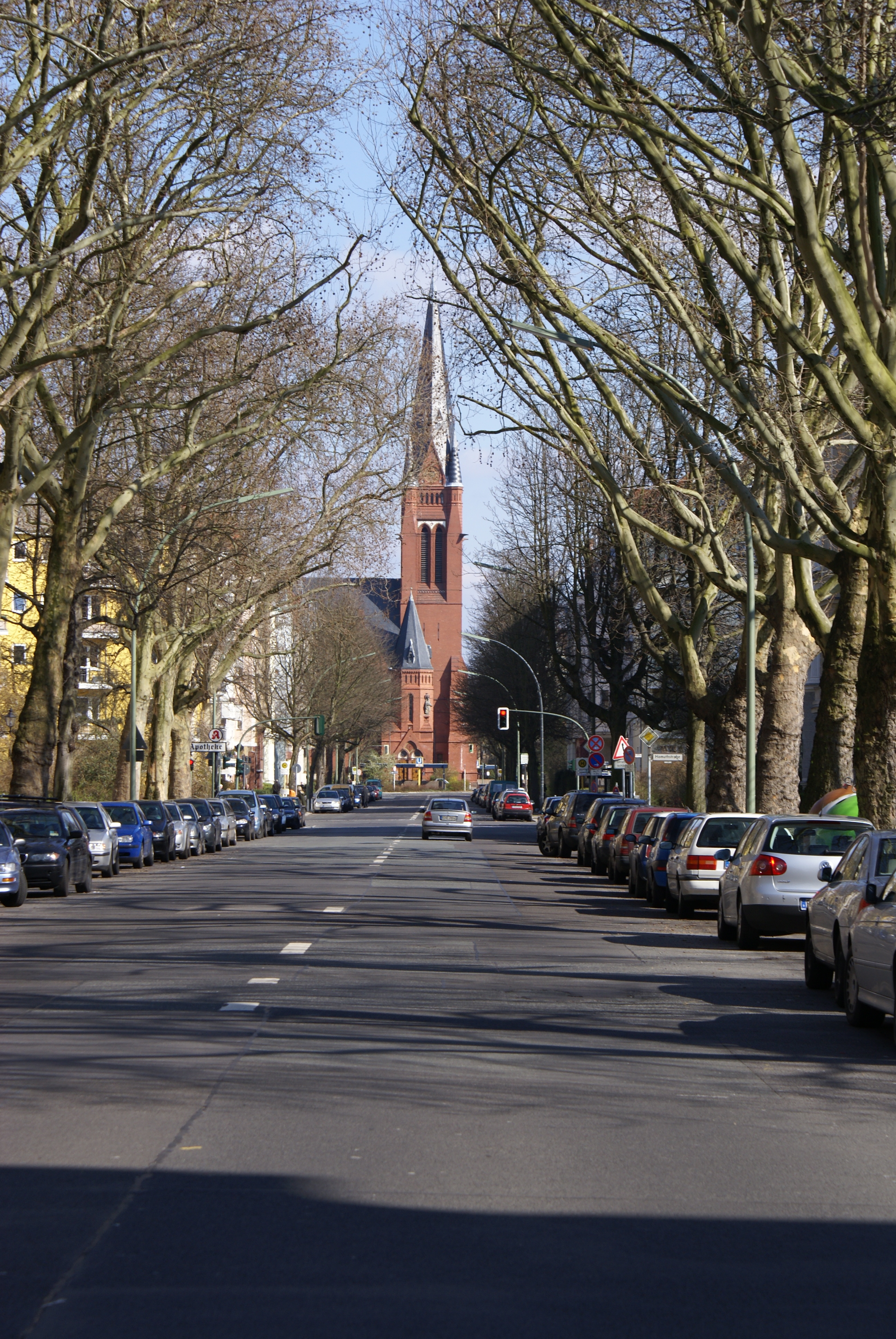
Kirche Zum Guten Hirten auf dem Friedrich-Wilhelm-Platz am östlichen Ende der Wiesbadener Straße

In der Zeit nach 1945 wurden die schwersten Schäden beseitigt. Die Fenster wurden provisorisch wetterfest gemacht, das Dach neu gedeckt, die Wände abgewaschen und frisch gekalkt, weil eine neue Ausmalung wegen der hohen Kosten nicht in Frage kam. Eine Heizung wurde im April 1954 installiert. Die Gemeinde trägt seit dem 12. Juni 1959 offiziell den Namen Zum Guten Hirten.
Zum 75-jährigen Kirchenjubiläum im Jahr 1968 wurde die Kirche dann nach Plänen von Peter Lehrecke völlig umgestaltet. Aus dem historistischen Gotteshaus sollte eine moderne Gemeindekirche werden. Die gesamte im Krieg nicht beschädigte Inneneinrichtung – Kanzel, Altar, Taufe und sämtliche Bildhauerarbeiten – wurden dabei beseitigt.
Im Altarraum wurde ein Podest aus Beton errichtet. In den leeren Chorraum wurde ein Stahlkreuz gestellt. Die Brüstungen in den Nischen des Chorbogens wurden herausgebrochen und die Öffnungen zugemauert. Die Backsteinflächen des ganzen Raumes wurden mit einer hellen Kunstharzfarbe überzogen.
Im Jahr 1974 entstand auf Anregung des Kirchenbauvereins der Gemeinde in Zusammenarbeit mit dem Landeskonservator der Plan, Ersatz für das Verlorene zu suchen. Das gesamte gottesdienstliche Inventar aus der Krankenhauskapelle des inzwischen aufgelösten Bethanien-Diakonissenhauses wurde in die Kirche Zum Guten Hirten überführt.
Die Umbauarbeiten, die zum heutigen Zustand der Kirche führten, begannen im Januar 1984. Das Betonpodest vor dem Altar wurde beseitigt und der Altaraufgang und die Stufen wurden wiederhergestellt. Die seitlichen Chorbögen und die Nischen mit den Gewänden und Originalprofilen wurden ebenfalls wiederhergestellt. Die Dispersionsfarbe im Altarraum und im Chorbogen wurde beseitigt. Die Pfeiler, Lisenen, Rippen und Gesimskanten wurden wieder freigelegt. Das Sichtmauerwerk wurde im Naturton wiederhergestellt und die Gewölbekappen verputzt. Der Turm musste bereits Anfang 1977 repariert werden.

## Bauwerk

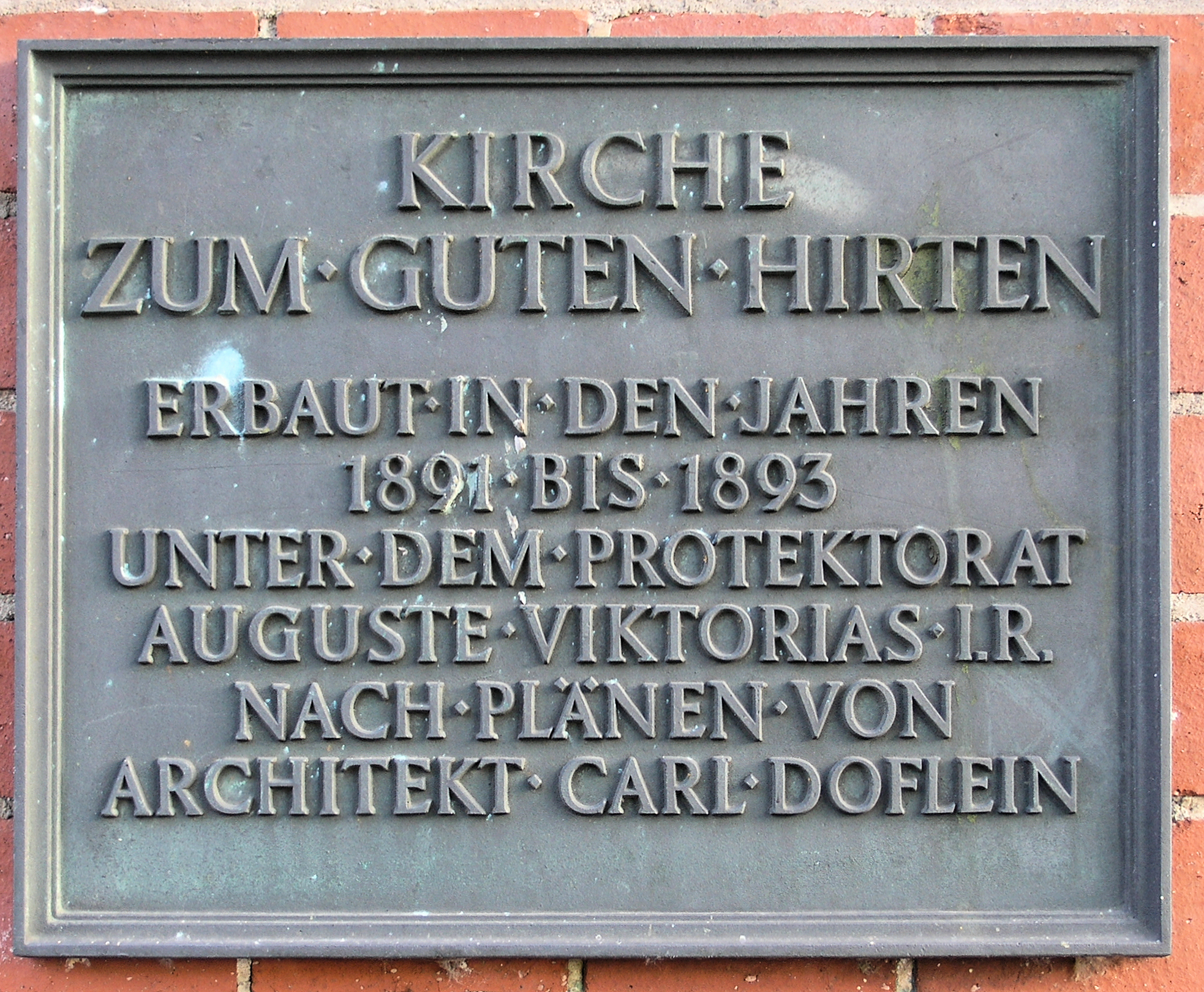
Gedenktafel am Eingang zur Kirche

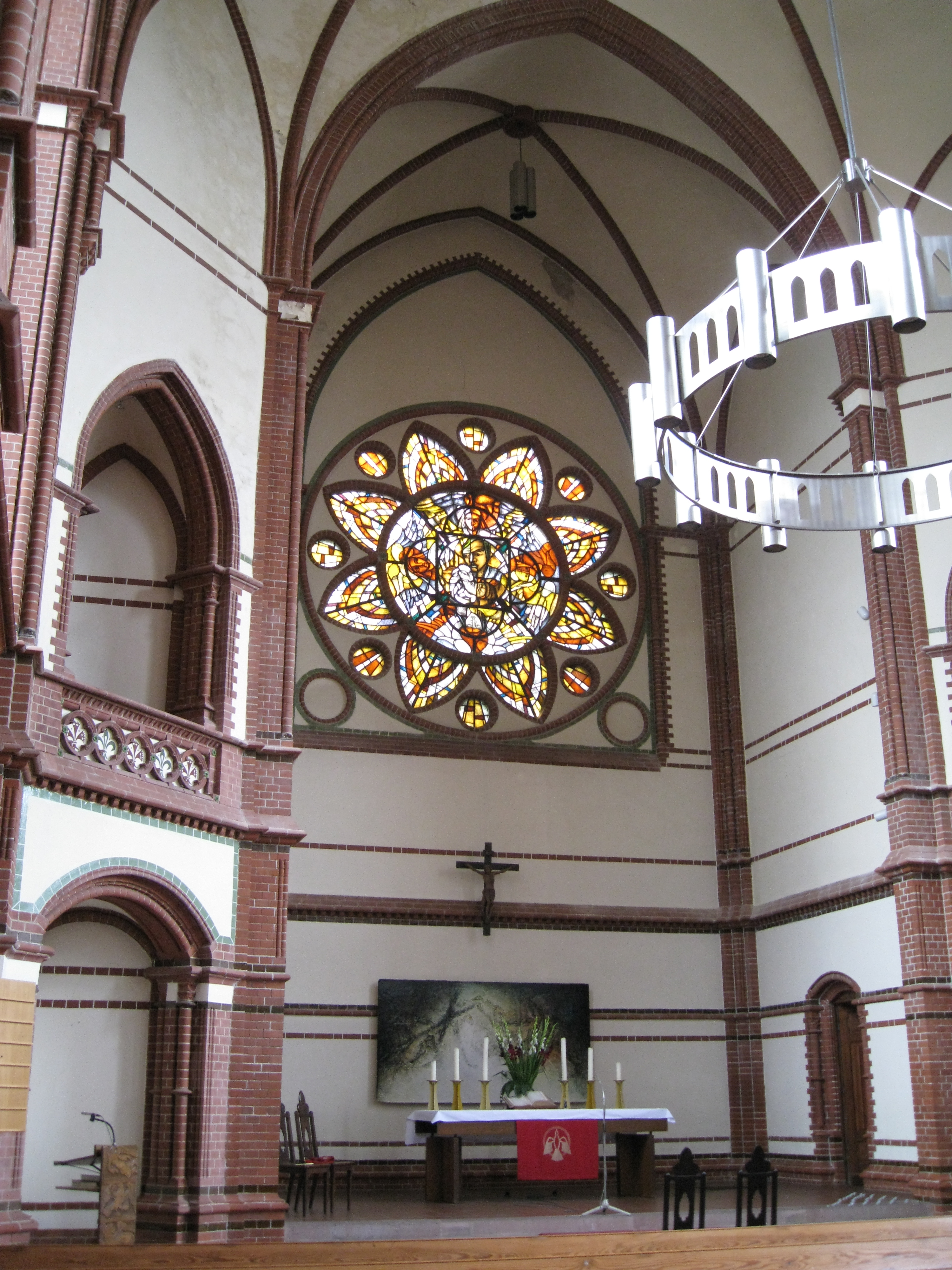
Chor der Kirche Zum Guten Hirten

Der Entwurf der Kirche Zum Guten Hirten folgt den Vorstellungen des Eisenacher Regulativs von 1861. Die Kirche ist im Grundriss eine Langhausanlage mit einem breiten Mittelschiff, gangartigen Seitenschiffen mit Emporen und einem eingezogenen, rechtwinklig geschlossenen Chor mit farbiger Fensterrose. Das Mittelschiff über vier Joche und der Chor über ein weiteres Joch sind mit Kreuzgewölben überspannt. Die Seitenschiffe sind im Äußeren durch jeweils vier Zwerchgiebel mit hohen Fenstern unterteilt, über die sich querliegende Satteldächer erheben. Der hohe Turm wird von polygonalen Treppentürmen flankiert, die zu den Emporen in den Seitenschiffen und zur Orgelempore führen. An der Westseite des Chores liegt die Taufkapelle, an seiner Ostseite die Sakristei. Das Hauptportal im Turm führt in eine Vorhalle, in der sich über dem Doppelportal am Mittelpfeiler eine Skulptur des Guten Hirten erhebt. Am östlichen Treppenturm befindet sich eine Skulptur des Apostels Petrus und am westlichen eine des Apostels Paulus.
Der Altar, die Kanzel und der Taufstein entsprachen dem Stil der Kirche und waren mit ihren Säulchen und ihrer Marmorverkleidung auf die reich bebilderte Ausmalung abgestimmt.

## Orgel

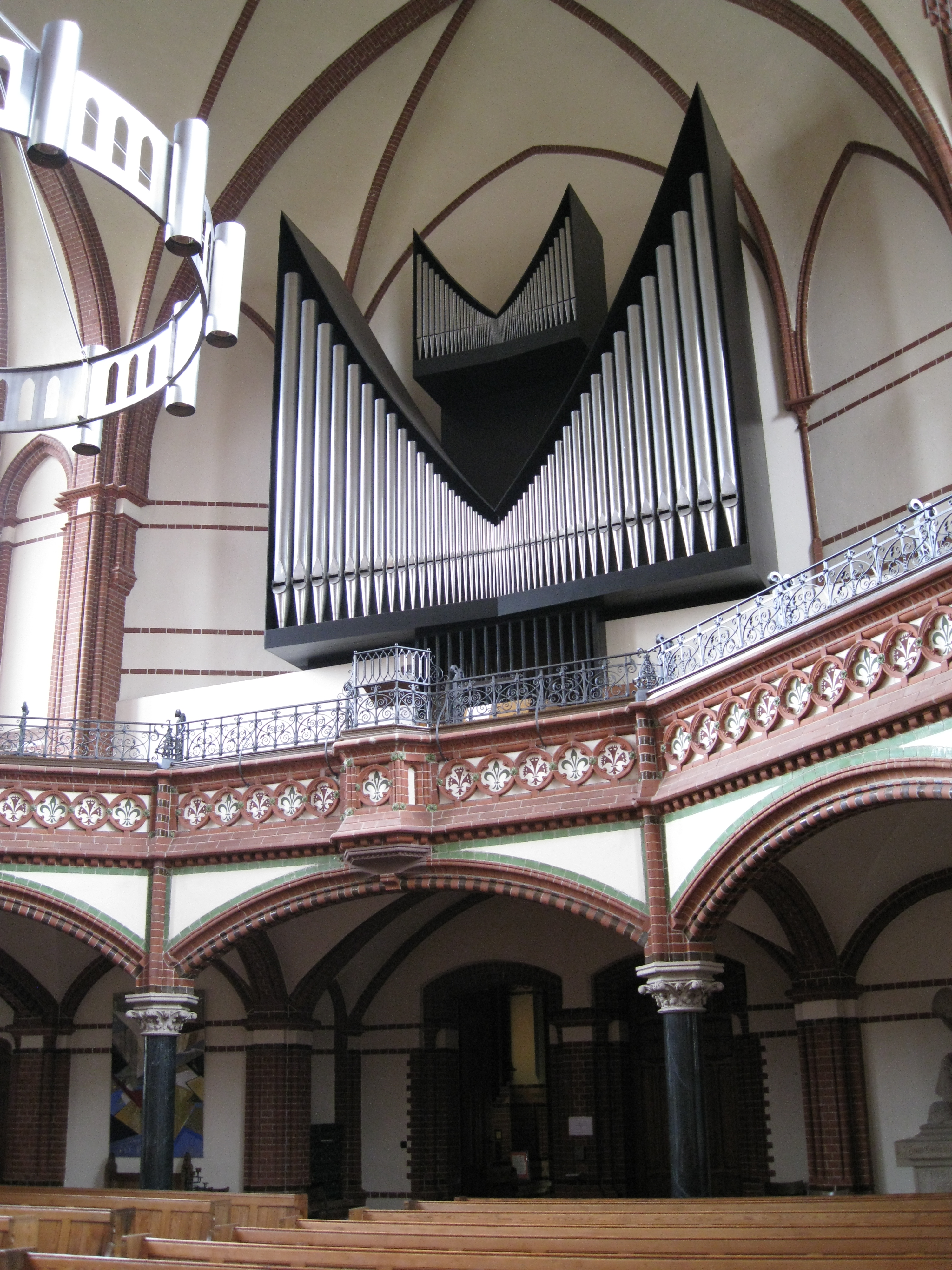
Orgel der Kirche Zum Guten Hirten

Die alte, auf einer Orgelempore in der Turmnische hineingebaute pneumatische Orgel besaß 27 Register und zwei Manuale. Im Ersten Weltkrieg mussten die Pfeifen aus Zinn zur Anfertigung von Kriegsmaterial abgegeben werden. Diese wurden durch Pfeifen aus – mit Zink überzogenem – Aluminium ersetzt. Für den großen Raum war aber die Orgel viel zu klein. Nachdem sich die Fehler in der Mechanik häuften, musste sie durch ein neues Instrument ersetzt werden. Aus Kostengründen, es war ein Betrag von rund 150.000 Mark (kaufkraftbereinigt in heutiger Währung: rund 341.000 Euro) erforderlich, wurde die neue Orgel von der Berliner Orgelbauwerkstatt Schuke in zwei Bauabschnitten erstellt. Der erste Bauabschnitt mit den grundständigen Registern und der Hälfte der Pfeifen wurde bis zum Jubiläum der Kirche, dem 10. November 1968, fertiggestellt. Endgültig hat die neue Orgel seit 1972 insgesamt 44 Register, verteilt auf drei Manuale und Pedal, eine mechanische Traktur und ein elektrisches Regierwerk. Der Prospekt wurde an den neugestalteten Innenraum der Kirche angepasst. Die alte Orgelempore ist weggefallen, die neue Orgel steht auf der Hauptempore. Sie hat folgende Disposition:
| I Oberwerk C–g3 |              |        |
| 1.              | Gedackt      | 08′    |
| 2.              | Quintadena   | 08′    |
| 3.              | Principal    | 04′    |
| 4.              | Blockflöte   | 04′    |
| 5.              | Quintflöte   | 02 ⁄3′ |
| 6.              | Nachthorn    | 02′    |
| 7.              | Quinte       | 01 ⁄3′ |
| 8.              | Scharff IV–V |        |
| 9.              | Rankett      | 16′    |
| 10.             | Krummhorn    | 08′    |
| 11.             | Fagott       | 16′    |
|                 | Tremulant    |        |

| II Hauptwerk C–g3 |                 |            |
| 12.               | Pommer          | 16′        |
| 13.               | Principal       | 08′        |
| 14.               | Rohrflöte       | 08′        |
| 15.               | Oktave          | 04′        |
| 16.               | Nachthorn       | 04′        |
| 17.               | Nassat          | 02 ⁄3′     |
| 18.               | Flachflöte      | 02′        |
| 19.               | Rauschpfeife II | 02 ⁄3′, 2′ |
| 20.               | Mixtur V–VI     |            |
| 21.               | Trompete        | 08′        |

| III Brustwerk (schwellbar) C–g3 |                  |     |
| 22.                             | Lieblich Gedackt | 08′ |
| 23.                             | Holzprincipal    | 04′ |
| 24.                             | Principal        | 02′ |
| 25.                             | Sesquialtera II  |     |
| 26.                             | Siffflöte        | 01′ |
| 27.                             | Cymbel III       |     |
| 28.                             | Vox humana       | 08′ |
| 29.                             | Regal            | 04′ |
|                                 | Tremulant        |     |

| Pedal C–f1 |               |         |
| 30.        | Principal     | 16′     |
| 31.        | Subbass       | 16′     |
| 32.        | Quintbass     | 10 2⁄3′ |
| 33.        | Oktave        | 08′     |
| 34.        | Bassflöte     | 08′     |
| 35.        | Oktave        | 04′     |
| 36.        | Rohrpommer    | 04′     |
| 37.        | Weitprincipal | 02′     |
| 38.        | Hintersatz IV |         |
| 39.        | Posaune       | 16′     |
| 40.        | Trompete      | 08′     |
| 41.        | Schalmei      | 04′     |
| 42.        | Cornett       | 02′     |

- Koppeln: I/II, III/II, I/P, II/P, III/P
- Spielhilfen: 4 freie Kombinationen, 1 freie Pedalkombination, 11 Einzelabsteller für Zungenregister, Pommer 16′ (HW) und Quintbass 10 2⁄3′ (P)
- Traktur: Mechanische Spieltraktur mit Schleifladen, elektropneumatische Registertraktur

## Glocken
Im Turm hängen drei Bronzeglocken der Glockengießerei Petit & Gebr. Edelbrock von 1962:
| Glocke | Schlagton | Gewicht (kg) | Durchmesser (cm) | Höhe (cm) | Inschrift                                                       |
| ------ | --------- | ------------ | ---------------- | --------- | --------------------------------------------------------------- |
| 1      | d'        | 1750         | 136              | 121       | WIR HABEN HIER KEINE BLEIBENDE STATT                            |
| 2      | f'        | 0980         | 116              | 095       | GESTERN UND HEUTE UND DERSELBE AUCH IN EWIGKEIT, JESUS CHRISTUS |
| 3      | a'        | 0450         | 090              | 075       | VERLEIH UNS FRIEDEN GNÄDIGLICH                                  |

Vom ersten Glockengeläut wurden die beiden größeren im Juni 1917 für Rüstungszwecke eingeschmolzen, nur die kleinste blieb der Kirche erhalten. Nach dem Krieg wurde ein Gussstahlgeläut aufgehängt, nachdem der Glockenturm baulich umgestaltet wurde. Am 19. Dezember 1920 wurde das neue Geläut geweiht. Am 17. März 1962 wurden diese Glocken durch neue Bronzeglocken aus der Glockengießerei Petit & Gebr. Edelbrock ersetzt.

## Ehrenmal

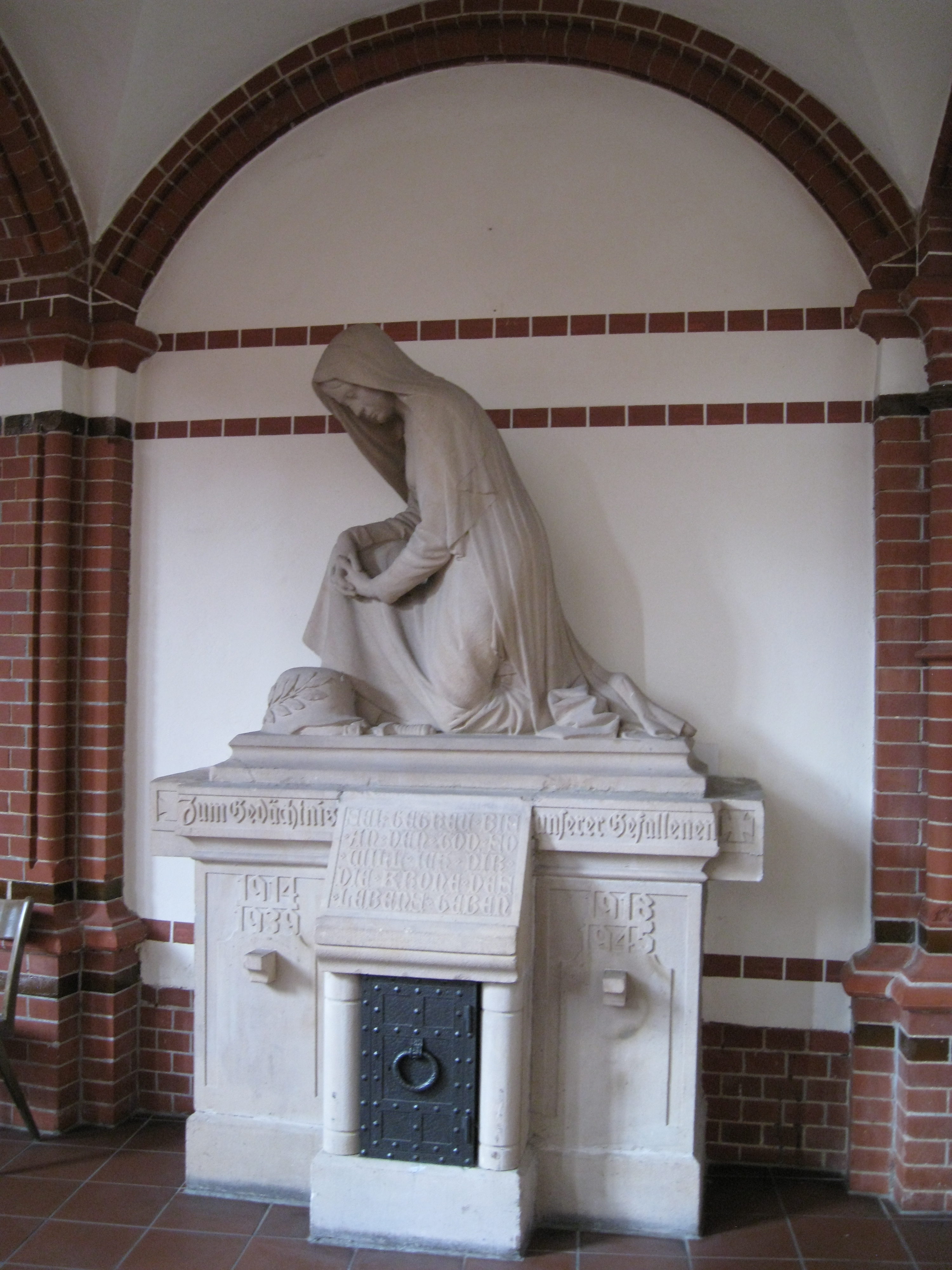
Ehrenmal in der Kirche Zum Guten Hirten

Nach dem Ersten Weltkrieg errichtete die Gemeinde ein von Heinrich Mißfeldt geschaffenes Denkmal für ihre gefallenen Mitglieder. Wegen der großen Zahl der Gefallenen ließ man den Plan fallen, Namenstafeln an den Wänden der Kirche anzubringen. Das Denkmal besteht aus einer überlebensgroßen trauernden Frauenfigur, die – mit gefalteten Händen kniend – auf einen vor ihr liegenden, lorbeergeschmückten Stahlhelm blickt. In der Mitte des Sockels befindet sich ein Schränkchen zum Aufbewahren des Ehrenbuchs mit den Namen der Gefallenen. Das Ehrenmal sollte ursprünglich in der Eingangshalle aufgestellt werden. Wegen einer Heizungsinstallation wurde dann die der Kanzel gegenüberliegende Nische hergerichtet. Das Denkmal wurde am 16. April 1921 enthüllt. Weil bei den Umbauarbeiten zur Vergrößerung des Altarraums die Nischen später zugemauert wurden, steht das Ehrenmal jetzt im Kirchenschiff direkt beim Eingang links an der Wand.